# Hans Brühlmann

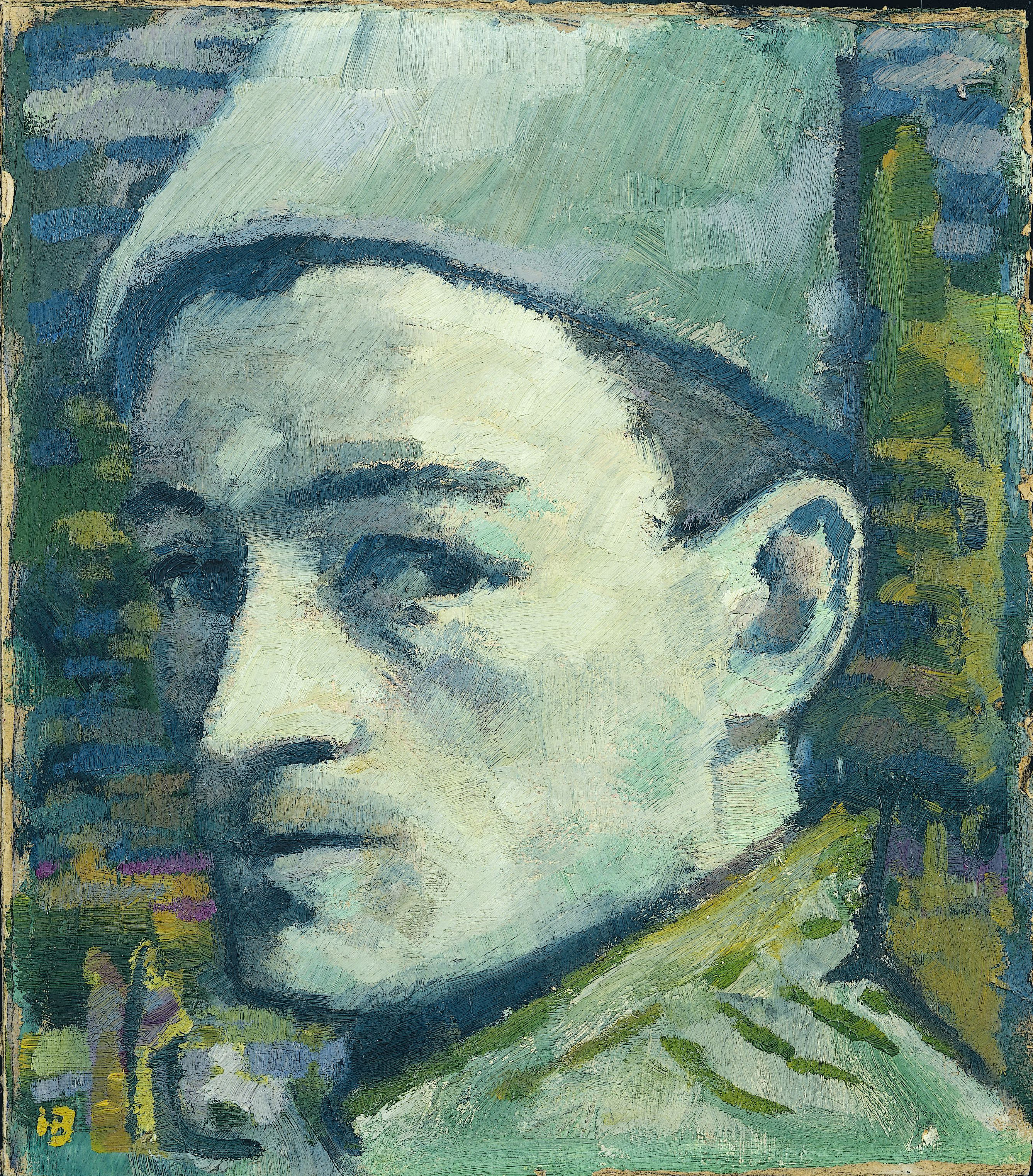
Hans Brühlmann: Selbstbildnis mit heller Mütze, 1908–1909

Hans Ernst Brühlmann (* 25. Februar 1878 in Amriswil; † 29. September 1911 in Stuttgart) war ein Schweizer Maler. Er trat vor allem mit Landschaftsbildern, Stillleben und Porträts hervor und wird heute zu den bedeutendsten Schweizer Pionieren der Moderne gezählt.

## Leben und Werk

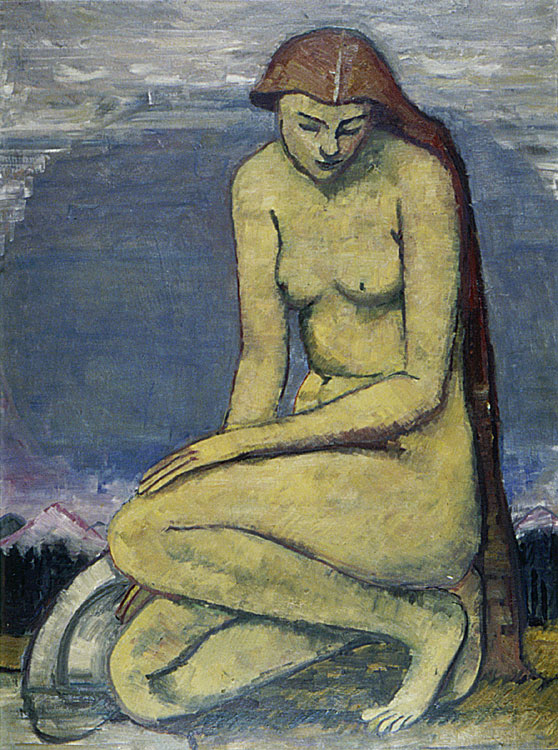
Hans Brühlmann: Die Wasserschöpferin (Danaide). Öl auf Karton, 1909

Hans Brühlmann war ein Sohn des Pfarrers Johannes (1845–) und der Ida, geborene Sallmann (1851–1903). Sie war eine Tochter des infolge der Deutschen Revolution von 1848/49 in die Schweiz geflüchteten Freiheitskämpfers Johann Joseph Sallmann (1823–1871). Dieser war der Begründer der schweizerischen Trikotindustrie.
Brühlmann verlebte die ersten sieben Lebensjahre mit seinen drei Geschwistern im Pfarrhaus in Egelshofen. Ein Nachbarskind war Helen Dahm. Aus gesundheitlichen Gründen zog die Familie nach Rheineck. Nach weiteren fünf Jahren bezog sie das eben erst fertiggestellte Pfarrhaus nach Ebnat. Hans Bühlmanns spätere Frau Nina Bindschedler (* 8. Januar 1877 in Illnau; † 20. Juli 1954 in Wattwil) wuchs in einem Nachbarhaus auf.
Brühlmann besuchte die Kantonsschule St. Gallen und wurde u. a. vom Zeichenlehrer Johannes Stauffacher (1850–1916) unterrichtet. Nach bestandener Matura besuchte er die Kunstgewerbeschule Zürich und war in Rüschlikon ein Schüler von Hermann Gattiker.
Ab 1899 besuchte er mit Unterbrechungen die Kgl. Akademie der bildenden Künste in Stuttgart, wo er die Zeichenklasse von Robert Poetzelberger besuchte. 1901 lernte er Alfred Lichtwark kennen. Dank ihm konnte er bei Carlos Grethe und Adolf Hölzel studieren. Ab Herbst 1903 war er Meisterschüler der Komponierklasse von Leopold von Kalckreuth. In dieser Zeit befreundete er sich mit Alfred Heinrich Pellegrini. Brühlmann war ein frühes Mitglied des Deutschen Künstlerbundes (DKB); sein Name findet sich erstmals 1906 im Mitgliederverzeichnis des Ausstellungskatalogs zur 3. Jahresausstellung des DKB in Weimar.
Im selben Jahr unternahm Brühlmann eine Studienreise nach Italien. 1907/1908 erhielt er von Louis Laiblin den Auftrag für zwei monumentale Wandbilder für die Pfullinger Hallen. 1908 ermöglichte der Mäzen Theodor Reinhart das Brühlmann von Ende Januar bis April die Pariser Kunsterzeugnisse studieren konnte. Die Begegnung mit der französischen Malerei, namentlich mit dem Werk Cézannes, führte ihn zu einer neuen Ausrichtung der eigenen Arbeit. Anfang Juni 1909 reiste Brühlmann nochmals für drei Wochen nach Paris, wo er zusammen mit seinem Künstlerfreund Jacques Ernst Sonderegger im Erdgeschoss des Hôtel de Blois an der Rue Vavin 49 ein geräumiges Zimmer mit kleiner Küche bezog. Während des Paris-Aufenthalts besuchten sie u. a. die Privatsammlungen von Auguste Pellerin, Ambroise Vollard, Paul Durand-Ruel und Wilhelm Uhde.
Brühlmann und Bindschedler, die sich in Stuttgart zur Sängerin ausbilden liess, heirateten am 7. Juli 1908 in Stuttgart. Anschliessend bezogen sie zusammen mit dem Künstler Ehepaar Karl Caspar und Maria Caspar-Filser in Gottlieben ein gemeinsames Atelier. Im Herbst 1908 bezog das Ehepaar an der Rotenbergstrasse 3 in Stuttgart eine Dreizimmerwohnung. Zudem war er mit dem entfernt Verwandten Bildhauer Jakob Brüllmann an der Ausschmückung der Erlöserkirche beschäftigt.
Anfang Dezember 1908 erhielt von seinem Gönner Arnold Schwarzenbach-Fürst – er war der Vater von Marthe Ernst-Schwarzenbach – den Auftrag für die Ausmalung der Loggia im neuen Kunsthaus Zürich. In Folge fertigte Brühlmann einige Entwürfe zu den vorgegebenen Themen, «Glaube – Liebe – Hoffnung» an. Wenige Wochen später brach bei Brühlmann die vermutlich 1903 zugezogenen Syphilis aus. In Folge fiel er zeitweise in geistige Umnachtung und musste monatelang hospitalisiert werden. Er malte dann nach einer kurzen Phase der Besserung, da die rechte Hand gelähmt war, mit der linken Hand weiter. Den Auftrag für die Kunsthaus-Loggia musste er zurückgeben. Das Wandbild führte später Cuno Amiet aus. Die Berufung als Lehrer an die Düsseldorfer Kunstgewerbeschule konnte Brühlmann auch nicht mehr annehmen.
Die Sommermonate 1908, 1909 und 1910 verbrachte er mit seiner Frau bei Albert Edelmann der ihnen in seinem Schulhaus Dicken Wohnraum gab. Nachdem Brühlmann sich von Juli bis September 1911 in Vättis aufgehalten hatte, kehrte er nach einem schweren Anfall nach Stuttgart zurück und erschoss sich am 29. September in seinem Atelier. Seine letzte Ruhestätte fand er auf dem Pragfriedhof.
Den deutschen Nazis galten einige Arbeiten Brühlmanns als "entartet", und 1937 wurden in der Aktion „Entartete Kunst“ nachweislich aus deutschen öffentlichen Sammlungen fünf seiner Zeichnungen beschlagnahmt und vernichtet.
Nach Brühlmanns Tod heiratete Nina Bindschedler den Maler Peter Karl Diem (1890–1956). 1921 liess sie sich von ihm scheiden und kehrte 1937 mit dem gemeinsamen Sohn Hans-Peter in die Schweiz zurück, wo sie im Haus ihrer verstorbenen Mutter lebte. Ihren Lebensunterhalt verdiente sie weitgehendst mit der Herstellung von Schmuck.
Nach seinem Tod fanden in Zürich, Basel, Hagen und Köln Gedenkausstellungen statt. Danach gerieten der Künstler und sein Werk in Vergessenheit und wurde erst allmählich wiederentdeckt. Die namengebende, 1916 in Freiburg im Breisgau, 1917 in Frankfurt am Main gezeigte Ausstellung „Hölzel und sein Kreis“ erinnerte mit mehreren Werken an sein Schaffen. Noch stärker akzentuierte die von Wolfgang Venzmer 1961 im Stuttgarter Kunstverein arrangierte Ausstellung „Hölzel und sein Kreis“ Brühlmanns Werk. Vom 8. Februar bis 3. Mai 2009 fand in der Fondation Saner in Studen die Ausstellung Hans Brühlmann (1878–1911) Bilder und Zeichnungen statt; sie war vom 17. Mai bis 12. Juli 2009 auch im Museum Langmatt in Baden zu sehen.
Viele seiner Werke und wohl auch seiner Schriften sind verschollen oder zerstört.

## Werke (Auswahl)

### 1937 als "entartet" aus deutschen öffentlichen Sammlungen beschlagnahmte und vernichtete Zeichnungen
- Schreitender Frauenakt (Bleistift; Museum Folkwang Essen)
- Akt am Baum (Städtische Kunsthalle Mannheim)
- Liegender Akt (Städtische Kunsthalle Mannheim)
- Liegende Gestalt (Bleistift; Württembergische Staatsgalerie Stuttgart)
- Zusammenbrechende (Bleistift; Württembergische Staatsgalerie Stuttgart)

### Weitere Werke (Auswahl)
- Oeschinensee bei Kandersteg. Öl auf Leinwand, 1905
- Trübe Stimmung. Öl auf Leinwand, 1905
- Die Herabkunft der Freude und Resignation. Wandmalerei in den Pfullinger Hallen, zwischen 1905 und 1907.
- Bildnis mit roter Stuhllehne. Öl auf Karton, 1907
- Tulpenstrauss. Öl auf Leinwand, 1908
- Toggenburger Landschaft (Churfirsten). Öl auf Karton, 1907
- Selbstbildnis mit heller Mütze. Öl auf Karton, 1908–1909
- Zinnien vor buntem Tuch. Öl auf Karton, 1909
- Die Wasserschöpferin (Danaide). Öl auf Karton, 1909
- Akt im Atelier mit gesenktem Kopf. Öl auf Leinwand, 1909

- Weiße Rosen (Tafelbild, 47 × 45 cm; 1938 aus der Sammlung von Max Meirowsky von den Nazis zwangsversteigert; Verbleib unbekannt)[11]
- Drei Stillleben (Tafelbild, 34 × 45 cm; 1938 aus der Sammlung von Max Meirowsky von den Nazis zwangsversteigert; Verbleib unbekannt)[12]